# Bellamya constricta
Bellamya constricta es una especie de molusco gasterópodo de la familia Viviparidae en el orden de los Mesogastropoda.

## Distribución geográfica
Se encuentra en Kenia Tanzania y en Uganda.